# 污浊隙蛛
污浊隙蛛（学名：Coelotes lutulentus）为暗蛛科隙蛛属的动物。在中国大陆，分布于湖南、安徽等地。该物种的模式产地在湖南、安徽黄山。